# Hreljin
Hreljin (olaszul:  Pichetto vagy Creglino) falu Horvátországban, Tengermellék-Hegyvidék megyében. Közigazgatásilag Bakarhoz tartozik.

## Fekvése
Fiume központjától 14 km-re, községközpontjától 6 km-re keletre a Tengermelléken fekszik. A települést a déli részén szeli át a D501-es főút, itt található a falu futballpályája is. Nincsenek elnevezett utcái, a helyiek a településrészek nevei alapján tájékozódnak. Településrészei Solnice (a központban), Pod Solnice, Palentarovo, Biljin, Raskrižje, Stara cesta, Čopovsko, Kukurinovo, Knezovo, Tursko, Vidasko, Sobolsko, Zastene, Gaj, Maj, Ravnica, Lokvica, Lonja, Glavičina, Dorisko, Placa, Kalac, Dragisino, Hrustica, Popelišće, Prinčica, Kalvarija, Cerkul, Fister, Melnice, Plase. Hreljintől északra halad el a Zágráb – Fiume vasútvonal, mely Melnicénél éri el a települést és áthalad Plasén, ahol a vasútállomás található. Plase vasútállomása négy vágányával a vasútvonal nagyobb állomásai közé tartozik. Hreljin közepén áll az 1794-ben épített Szent György templom, a kultúrház, az alapiskola, a szolgáltatóház és a postahivatal.

## Története
Hreljin egykor egyike volt a római Liburnia hét liburn várának. Építésének ideje nem ismert, de néphagyomány úgy tartja, hogy Hrelja (Herkul) várát Görögországból érkezett népesség építette. A vár körül megtalálták a római település maradványait, a közeli Bakaracnál egy római mérföldkövet és Plasénál néhány római pénzérmét is találtak. 1225-ben II. András király Hreljint a vegliai hercegeknek, a Frangepánok őseinek adományozta. Első írásos említése 1288-ban a vinodoli törvénykönyvben történt, ahol Hreljin egyike volt a kilenc vinodoli közösségnek. II. András adományából Hreljin ugyan a Frangepánok uralma alá került, de szabad telepesei nem kívántak jobbágysorba kerülni, mely összetűzéshez vezetett. Végül a vinodoli törvénykönyvben a Frangepánok kénytelenek voltak néhány engedményt tenni, cserébe a telepesek elismerték a hercegek uralmát.
Hreljin ősi vára a mai Gradina területén található. Tekintélyes falait két torony erősítette és két bejárata volt. A védőfalak északnyugati és délnyugati végén egy, a Bakari-öböl felé néző kerek védőtorony állt. A falak vonalát ezen az oldalon egy négy saroktornyos kisebb kastély zárta le, mely valószínűleg az egykori erődített település legősibb része volt. A domb legmagasabb pontján állt maga a vár, melynek maradványai máig jó állapotban maradtak fenn. 1403-ban Frangepán Miklós idejében Hreljint olyan városként említik, melynek négy papja is volt. 1440-ben Hreljint egy glagolita írású okirat említi, melyben Frangepán János földet adományozott a crikvenicai Szűz Mária pálos kolostornak. Az 1491-es évszámot tartalmazza az a szentségtartó kőkeret, mely egykor a várbeli Szent György templomban volt elhelyezve, de ma a zágrábi régészeti múzeumban látható. Felirata: „Hic. est. cborpus. Domini. Inostri. Yesu. Cristi. 1491.” Rajta a Frangepánok és Zengg város címere látható, valószínűleg a Frangepánok ajándéka a várossá válás alkalmából.
1550-től Hreljin ura Zrínyi Miklós volt, a birtokot testvére György igazgatta. Hreljin számára az első urbáriumot 1605-ben írták. Ebben az időben bővítették a plébániatemplomot három hajósra. 1649-ben a település a tengermelléki birtokokkal együtt Zrínyi Péteré lett, majd a család fiági kihalása után 1692-től kamarai birtok. 1699-ben felépült a havas Boldogasszony kápolna, mely a régi város egyetlen máig teljesen épen fennmaradt emléke. 1726-ban elkezdődött az új Karolina út építése Károlyváros és Fiume között, mely új lendületet adott a település fejlődésének. Ekkor indult meg Hreljin mai területének az egykori Piketnek a benépesülése. A Piket elnevezés még a napóleoni időkből származik, amikor ezen a helyen francia őrállomás volt ( a francia „piquet” mezei őrhelyet jelent). 1778-ban Bakar szabad királyi városi rangot kapott, Tersatto és Kraljevica között létrehozták a bakari municípiumot, melybe beleesett Hreljin területe is. 1789-ben megszüntették a hreljini káptalant, majd miután 1790-ben egy tűzvészben a régi templom is megsemmisült a plébániát is Piketre, az 1794-ben épített új Szent György plébániatemplomba helyezték át. Hreljin iskoláját 1854-ben alapították. 1861-ben dr. Ante Starčevićet választották a hreljin-grobniki kerület képviselőjévé a horvát száborba. 1874-ben a bakari municípiummal elégedetlen falusi közösségek kiharcolták a municípium felosztását, így Hreljin is önálló község lett. A község központja a település központjában, a helyi öregek által ma is „općinának” nevezett épületben volt, melyben 2010-ben óvoda működött.

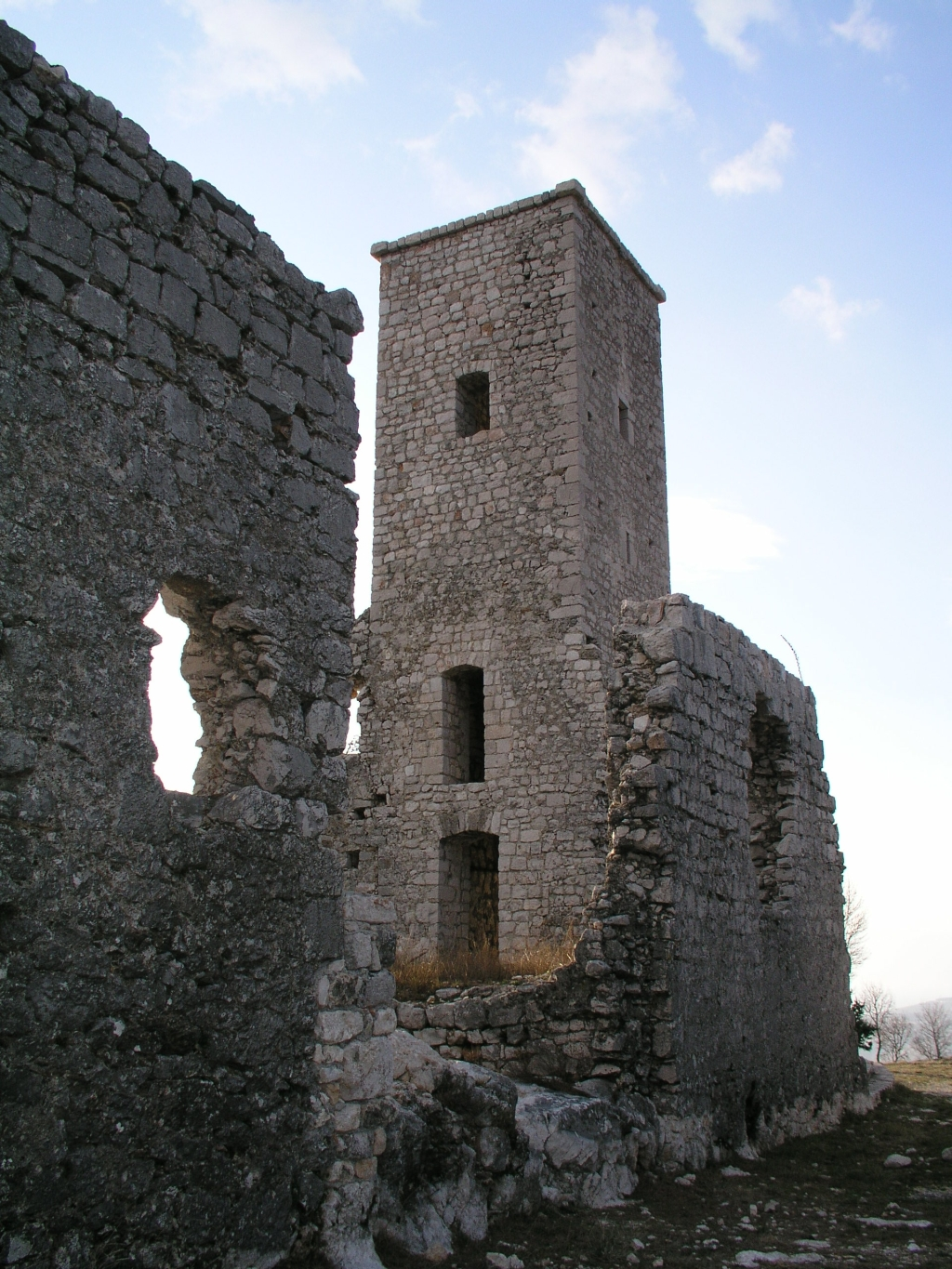
Hreljin várának romjai

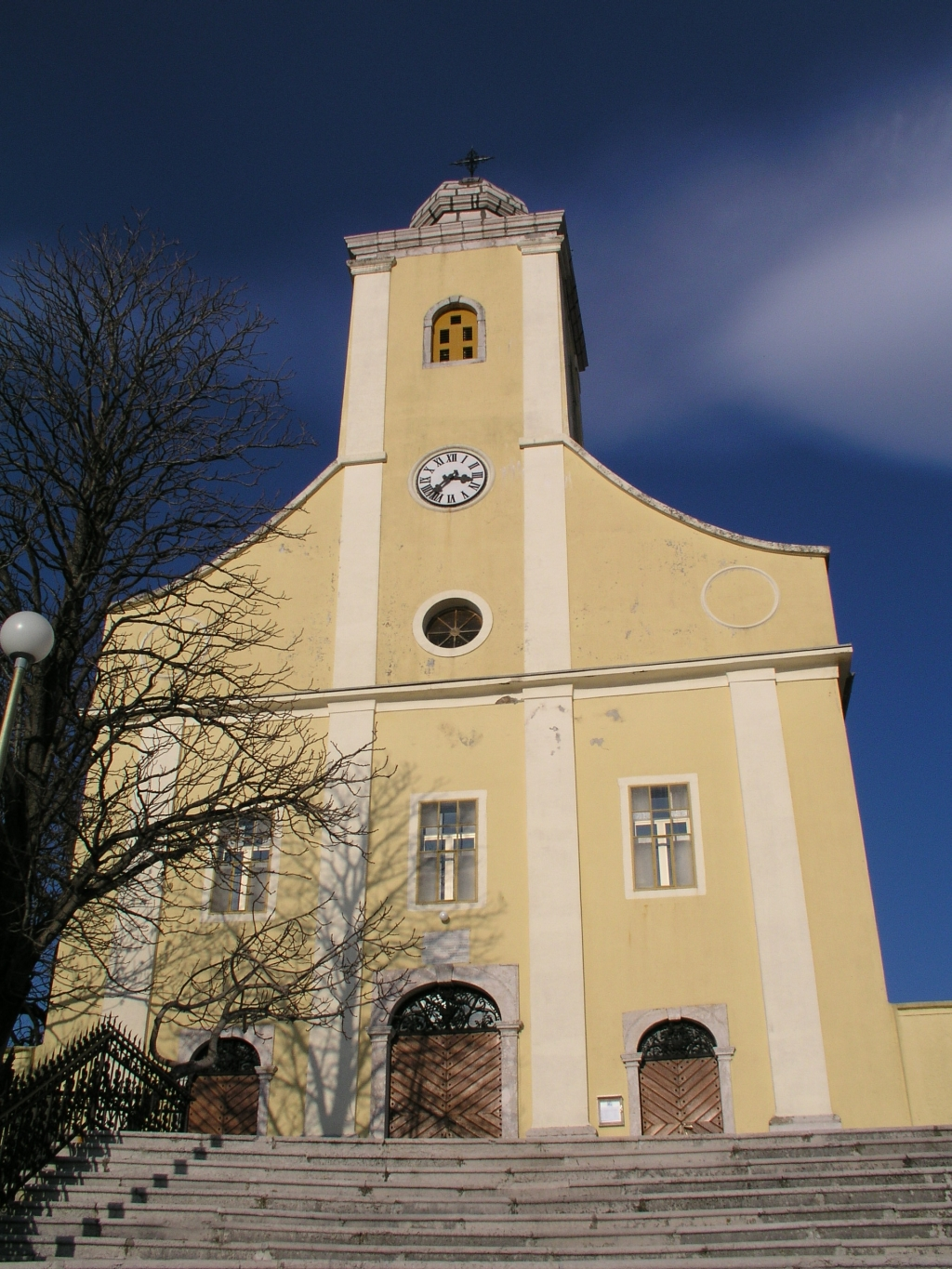
A Szent György plébániatemplom

A településnek 1857-ben 2798, 1910-ben 3008 lakosa volt. 1920 előtt Modrus-Fiume vármegye Sušaki járásához tartozott. A 19. század közepétől, de különösen a két világháború között számos hreljini vándorolt ki a tengerentúlra, emiatt szinte nem volt olyan ház ahonnan ne ment volna valaki Amerikába. Becslések szerint számuk ekkoriban elérte az ezerötszázat. Közülük az egyik legismertebb Josip Marohnić volt, aki megalapította az első amerikai horvát templomot és kiadta a "Hrvatski glasnik" nevű horvát nyelvű újságot. 1941-ben Hreljint megszállták az olasz csapatok. Az Olasz Királyság és a független Horvátország közötti 1941. május 18-án megkezdett tárgyalások értelmében Hreljint átszelte Bakari-öböltől Delnice felé meghúzott az új határ. A háború idején a település lakói tevékenyen részt vettek a partizánakciókban. Az első partizántábort Hreljin felett Tuhobica területén az erdőben létesítették. 1943. október 7-én a német csapatok támadása során a tábort eltörölték a föld színéről és 107 partizánt kivégeztek. Az olasz fegyverletételt követően Hreljint megszállták a német csapatok. A települést 1945. április 17-én szabadították fel a jugoszláv hadsereg egységei. 1974-ben a közigazgatás átszervezése során a települést Fiume városhoz csatolták. 1991-ben Bakar község része lett, majd 1995-ben Bakar várossá válása után a város egyik területi önkormányzata igazgatja. 2011-ben a településnek 2191 lakosa volt.

## Lakosság
| Lakosság változása | Lakosság változása | Lakosság változása | Lakosság változása | Lakosság változása | Lakosság változása | Lakosság változása | Lakosság változása | Lakosság változása | Lakosság változása | Lakosság változása | Lakosság változása | Lakosság változása | Lakosság változása | Lakosság változása | Lakosság változása |
| ------------------ | ------------------ | ------------------ | ------------------ | ------------------ | ------------------ | ------------------ | ------------------ | ------------------ | ------------------ | ------------------ | ------------------ | ------------------ | ------------------ | ------------------ | ------------------ |
| 1857               | 1869               | 1880               | 1890               | 1900               | 1910               | 1921               | 1931               | 1948               | 1953               | 1961               | 1971               | 1981               | 1991               | 2001               | 2011               |
| 2798               | 2965               | 2798               | 2993               | 3029               | 3008               | 2816               | 2446               | 1933               | 1939               | 1985               | 1988               | 1876               | 1897               | 1982               | 2191               |

## Nevezetességei
- Hreljin várának tekintélyes romjai.
- Szent György tiszteletére szentelt plébániatemplomát 1794-ben építették.

## Kultúra
A település kulturális életének központja a kultúrház a központban a plébániatemplom közvetlen szomszédságában található. A régi iskolaépület bővítésével épült. A kulturális élet fő szervezője már évek óta a helyi kulturális és művészeti egyesület a KUD "Sloga", melyet mai formájában 1975-ben alapítottak. A helyi kulturális élet kezdetei 1910-ig vezethetők vissza, amikor megalakult az énekkar, majd valamivel később a tamburazenekar és a színjátszókör. 1923-ban egyesületté alakultak, melynek tagjai Božo Vidas-Vuk vezetésével megalapították a "Primorac" tamburaegyüttest. 1922-ben megalakult a "Hridina" sportegyesület tambura szekciója. 1924-ben megalapították a "Sloga" munkás-sport kulturális-művészeti klubot, mely az aktív munkások többségét tömörítette. 1936-ban megalakult az "Ogranak seljačke Sloge" mely színjátszó csoporttal, tamburazenekarral és énekkarral rendelkezett. A kulturális élet megújításában elévülhetetlen érdemei vannak az ismert neves zeneszerzőnek Nikola Hercigonjának. 1945 után kezdte meg működését a település új kulturális egyesülete a KUD "Božo Vidas–Vuk", melynek ének- és színjátszó csoportja működött. 1973-ban indult a "Gradina" énekkar, a térség egyik legrégebben működő énekkara. 1997-ben alapították a hreljini kulturális és ča nyelvjárású hagyományőrző szekciót, melynek legismertebb tevékenysége a jelmezes vigasságokat szervező "Čočman Express" egyesület. 1999-ben "Hreljin" néven női énekkar alakult.
A településen működő egyesületek:
- Önkéntes tűzoltóegylet
- "Sloga" kulturális és művészeti egyesület
- "Srndać" vadásztársaság
- "Hreljin" női kar
- "Reful" énekkar
- "Čočman express" jelmezes egyesület

## Sport
- Naprijed Hreljin labdarúgóklub
- Hreljin női bocsaklub
- Hreljin férfi bocsaklub